# ویناره
ویناره (به لاتین: Vinaře) یک منطقهٔ مسکونی در جمهوری چک است که در شهرستان کوتنا هورا واقع شده‌است.
 ویناره ۵٫۱۲ کیلومتر مربع مساحت و ۲۶۱ نفر جمعیت دارد و ۲۶۵ متر بالاتر از سطح دریا واقع شده‌است.